# Ekphysotermes
Ekphysotermes es un género de termitas isópteras perteneciente a la familia Termitidae que tiene las siguientes especies:
1. Ekphysotermes jarmuranus
2. Ekphysotermes kalgoorliensis
3. Ekphysotermes ocellaris
4. Ekphysotermes pelatus
5. Ekphysotermes percomis